# 屈金来
屈金来（1954年9月3日—）是中国现代山水画家，风水画画家。原名屈金来，别号云峰，北京市人。

## 生平
屈金来自幼善画，师从山水画家王稼骏、葛寿亭、董谦如等大家，后师从施云翔导师，得到恩师亲授笔墨技法。在之后的几十年中，不断地进行绘画，创作。他自述，创作需理论联系实际。在后续创作过程中，画工日渐娴熟，风格自成一家。

## 画风
画风拙中藏巧，动中寓静，自然含蓄，充分体现了雄，变，韵的情致。被媒体誉为当代中国画实力派画家。

## 艺术成就
《高山牧歌》被档案馆收藏；
《山村晨曦》于2008年被东方新政书画院收藏；
《坐看云起时》于2010年10月参加上海世博会，庆祝联合国65周年。被世界和谐基金会收藏；
《拔地九千丈》《云峰秀复奇》于2011年10月被集文阁收藏；
《泉清堪洗砚》、《云卷千峰色》、《造化真神秀》、《空山新雨后》等作品于2012年被全国人民代表大会办公楼收藏；
《峰高华岳一千丈》、《碧波行舟》等作品被中国画院于2012年2月永久性收藏；

## 相关链接
- 太行深处画集鉴赏 （页面存档备份，存于）
- 山水画集鉴赏 （页面存档备份，存于）
- 博宝艺术家机构 （页面存档备份，存于）
- 世界华人实力书画家协会迎新年书画展开幕|人民网